# ساروس خورشیدی ۱۲۴
ساروس ۱۲۴ دوره‌ای زمانی با چرخه‌ای حدود ۱۸ سال و ۱۱ روز و ۸ ساعت (تقریباً ۶۵۸۵ و یک سوم روز) است که شامل ۷۳ خورشیدگرفتگی می‌شود.

## رخدادها
| ساروس | عضو | تاریخ                        | زمان (بزرگ‌ترین) ساعت هماهنگ جهانی | نوع  | مکان طول و عرض جغرافیایی | گاما    | قدر    | گُستره (km) | مدت زمان (دقیقه: ثانیه) | منبع |
| ----- | --- | ---------------------------- | --------------------------------- | ---- | ------------------------ | ------- | ------ | ---------- | ----------------------- | ---- |
| ۱۲۴   | ۱   | ۶ مارس ۱۰۴۹                  | ۱۶:۰۰:۵۷                          | جزئی | 71.9S 47.7E              | -1.5374 | 0.0138 |            |                         |      |
| ۱۲۴   | ۲   | ۱۷ مارس ۱۰۶۷                 | ۲۳:۵۰:۵۸                          | جزئی | 71.9S 84.3W              | -1.4938 | 0.0904 |            |                         |      |
| ۱۲۴   | ۳   | ۲۸ مارس ۱۰۸۵                 | ۷:۳۴:۴۲                           | جزئی | 71.8S 145.3E             | -1.4444 | 0.179  |            |                         |      |
| ۱۲۴   | ۴   | ۸ آوریل ۱۱۰۳                 | ۱۵:۱۲:۱۰                          | جزئی | 71.4S 16.9E              | -1.389  | 0.2797 |            |                         |      |
| ۱۲۴   | ۵   | ۱۸ آوریل ۱۱۲۱                | ۲۲:۴۳:۱۶                          | جزئی | 70.7S 109.5W             | -1.3276 | 0.3929 |            |                         |      |
| ۱۲۴   | ۶   | ۳۰ آوریل ۱۱۳۹                | ۶:۱۰:۰۲                           | جزئی | 70S 125.8E               | -1.2616 | 0.5159 |            |                         |      |
| ۱۲۴   | ۷   | ۱۰ مه ۱۱۵۷                   | ۱۳:۳۲:۵۴                          | جزئی | 69.1S 2.6E               | -1.1912 | 0.6486 |            |                         |      |
| ۱۲۴   | ۸   | ۲۱ مه ۱۱۷۵                   | ۲۰:۵۳:۰۱                          | جزئی | 68.1S 119.3W             | -1.1176 | 0.7882 |            |                         |      |
| ۱۲۴   | ۹   | ۱ ژوئن ۱۱۹۳                  | ۴:۱۱:۳۷                           | جزئی | 67.1S 119.8E             | -1.0418 | 0.9331 |            |                         |      |
| ۱۲۴   | ۱۰  | ۱۲ ژوئن ۱۲۱۱                 | ۱۱:۳۰:۱۰                          | کامل | 51.7S 3.4E               | -۰٫۹۶۴۹ | ۱٫۰۴۳۴ | ۵۶۹        | ۳ دقیقه و ۲۰ ثانیه      |      |
| ۱۲۴   | ۱۱  | ۲۲ ژوئن ۱۲۲۹                 | ۱۸:۵۰:۳۲                          | کامل | 39S 109.7W               | -۰٫۸۸۸۶ | ۱٫۰۴۹۶ | ۳۶۰        | ۴ دقیقه و ۱۰ ثانیه      |      |
| ۱۲۴   | ۱۲  | ۴ ژوئیه ۱۲۴۷                 | ۲:۱۱:۴۷                           | کامل | 30.9S 137.9E             | -۰٫۸۱۲۲ | ۱٫۰۵۳۹ | ۳۰۴        | ۴ دقیقه و ۴۲ ثانیه      |      |
| ۱۲۴   | ۱۳  | ۱۴ ژوئیه ۱۲۶۵                | ۹:۳۷:۳۱                           | کامل | 25.3S 25.1E              | -۰٫۷۳۸۸ | ۱٫۰۵۶۸ | ۲۷۵        | ۴ دقیقه و ۵۹ ثانیه      |      |
| ۱۲۴   | ۱۴  | ۲۵ ژوئیه ۱۲۸۳                | ۱۷:۰۶:۴۰                          | کامل | 21.4S 88.1W              | -۰٫۶۶۷۷ | ۱٫۰۵۸۷ | ۲۵۶        | ۵ دقیقه و ۷ ثانیه       |      |
| ۱۲۴   | ۱۵  | ۵ اوت ۱۳۰۱                   | ۰:۴۲:۴۲                           | کامل | 19.1S 157.3E             | -۰٫۶۰۱۹ | ۱٫۰۵۹۷ | ۲۴۲        | ۵ دقیقه و ۷ ثانیه       |      |
| ۱۲۴   | ۱۶  | ۱۶ اوت ۱۳۱۹                  | ۸:۲۳:۲۲                           | کامل | 18S 41.9E                | -۰٫۵۳۹۶ | ۱٫۰۶   | ۲۳۱        | ۵ دقیقه و ۱ ثانیه       |      |
| ۱۲۴   | ۱۷  | ۲۶ اوت ۱۳۳۷                  | ۱۶:۱۲:۵۸                          | کامل | 18.1S 75.7W              | -۰٫۴۸۴۲ | ۱٫۰۵۹۶ | ۲۲۱        | ۴ دقیقه و ۵۳ ثانیه      |      |
| ۱۲۴   | ۱۸  | ۷ سپتامبر ۱۳۵۵               | ۰:۰۹:۰۷                           | کامل | 19.2S 165.3E             | -۰٫۴۳۴  | ۱٫۰۵۸۶ | ۲۱۲        | ۴ دقیقه و ۴۳ ثانیه      |      |
| ۱۲۴   | ۱۹  | ۱۷ سپتامبر ۱۳۷۳              | ۸:۱۴:۱۶                           | کامل | 21S 44E                  | -۰٫۳۹۱۲ | ۱٫۰۵۷۳ | ۲۰۴        | ۴ دقیقه و ۳۳ ثانیه      |      |
| ۱۲۴   | ۲۰  | ۲۸ سپتامبر ۱۳۹۱              | ۱۶:۲۶:۳۱                          | کامل | 23.4S 78.9W              | -۰٫۳۵۴۱ | ۱٫۰۵۵۷ | ۱۹۵        | ۴ دقیقه و ۲۳ ثانیه      |      |
| ۱۲۴   | ۲۱  | ۹ اکتبر ۱۴۰۹                 | ۰:۴۸:۰۹                           | کامل | 26.2S 156.1E             | -۰٫۳۲۴۹ | ۱٫۰۵۳۹ | ۱۸۸        | ۴ دقیقه و ۱۵ ثانیه      |      |
| ۱۲۴   | ۲۲  | ۲۰ اکتبر ۱۴۲۷                | ۹:۱۶:۳۶                           | کامل | 29.1S 29.6E              | -۰٫۳۰۰۹ | ۱٫۰۵۲۱ | ۱۸۰        | ۴ دقیقه و ۷ ثانیه       |      |
| ۱۲۴   | ۲۳  | ۳۰ اکتبر ۱۴۴۵                | ۱۷:۵۲:۱۲                          | کامل | 32S 98.2W                | -۰٫۲۸۲۸ | ۱٫۰۵۰۵ | ۱۷۴        | ۴ دقیقه و ۱ ثانیه       |      |
| ۱۲۴   | ۲۴  | ۱۱ نوامبر ۱۴۶۳               | ۲:۳۳:۴۶                           | کامل | 34.5S 133E               | -۰٫۲۶۹۶ | ۱٫۰۴۹  | ۱۶۹        | ۳ دقیقه و ۵۶ ثانیه      |      |
| ۱۲۴   | ۲۵  | ۲۱ نوامبر ۱۴۸۱               | ۱۱:۲۱:۱۳                          | کامل | 36.6S 3.3E               | -۰٫۲۶۱۷ | ۱٫۰۴۷۹ | ۱۶۵        | ۳ دقیقه و ۵۳ ثانیه      |      |
| ۱۲۴   | ۲۶  | ۲ دسامبر ۱۴۹۹                | ۲۰:۱۱:۳۲                          | کامل | 37.9S 126.7W             | -۰٫۲۵۵۷ | ۱٫۰۴۷۱ | ۱۶۲        | ۳ دقیقه و ۵۱ ثانیه      |      |
| ۱۲۴   | ۲۷  | ۱۳ دسامبر ۱۵۱۷               | ۵:۰۴:۱۳                           | کامل | 38.2S 103E               | -۰٫۲۵۲  | ۱٫۰۴۶۸ | ۱۶۱        | ۳ دقیقه و ۵۲ ثانیه      |      |
| ۱۲۴   | ۲۸  | ۲۴ دسامبر ۱۵۳۵               | ۱۳:۵۶:۵۷                          | کامل | 37.5S 27.4W              | -۰٫۲۴۸۲ | ۱٫۰۴۶۹ | ۱۶۱        | ۳ دقیقه و ۵۵ ثانیه      |      |
| ۱۲۴   | ۲۹  | ۳ ژانویه ۱۵۵۴                | ۲۲:۴۹:۳۸                          | کامل | 35.8S 158.1W             | -۰٫۲۴۴۷ | ۱٫۰۴۷۴ | ۱۶۳        | ۴ دقیقه و ۰ ثانیه       |      |
| ۱۲۴   | ۳۰  | ۱۵ ژانویه ۱۵۷۲               | ۷:۳۸:۱۲                           | کامل | 33S 71.6E                | -۰٫۲۳۸  | ۱٫۰۴۸۵ | ۱۶۶        | ۴ دقیقه و ۷ ثانیه       |      |
| ۱۲۴   | ۳۱  | ۴ فوریه ۱۵۹۰                 | ۱۶:۲۴:۰۵                          | کامل | 29.3S 58.8W              | -۰٫۲۲۹۳ | ۱٫۰۴۹۸ | ۱۷۰        | ۴ دقیقه و ۱۷ ثانیه      |      |
| ۱۲۴   | ۳۲  | ۱۶ فوریه ۱۶۰۸                | ۱:۰۳:۲۸                           | کامل | 24.8S 171.7E             | -۰٫۲۱۵۴ | ۱٫۰۵۱۵ | ۱۷۵        | ۴ دقیقه و ۲۹ ثانیه      |      |
| ۱۲۴   | ۳۳  | ۲۶ فوریه ۱۶۲۶                | ۹:۳۷:۲۶                           | کامل | 19.7S 42.7E              | -۰٫۱۹۷۱ | ۱٫۰۵۳۵ | ۱۸۰        | ۴ دقیقه و ۴۲ ثانیه      |      |
| ۱۲۴   | ۳۴  | ۸ مارس ۱۶۴۴                  | ۱۸:۰۲:۴۳                          | کامل | 14S 84.7W                | -۰٫۱۷۱۷ | ۱٫۰۵۵۵ | ۱۸۶        | ۴ دقیقه و ۵۷ ثانیه      |      |
| ۱۲۴   | ۳۵  | ۲۰ مارس ۱۶۶۲                 | ۲:۲۱:۴۹                           | کامل | 7.9S 149.1E              | -۰٫۱۴۱۴ | ۱٫۰۵۷۶ | ۱۹۱        | ۵ دقیقه و ۱۲ ثانیه      |      |
| ۱۲۴   | ۳۶  | ۳۰ مارس ۱۶۸۰                 | ۱۰:۳۲:۰۱                          | کامل | 1.5S 24.9E               | -۰٫۱۰۳۹ | ۱٫۰۵۹۵ | ۱۹۷        | ۵ دقیقه و ۲۵ ثانیه      |      |
| ۱۲۴   | ۳۷  | ۱۰ آوریل ۱۶۹۸                | ۱۸:۳۴:۲۶                          | کامل | 5.1N 97.3W               | -۰٫۰۵۹۹ | ۱٫۰۶۱۳ | ۲۰۱        | ۵ دقیقه و ۳۶ ثانیه      |      |
| ۱۲۴   | ۳۸  | ۲۲ آوریل ۱۷۱۶                | ۲:۲۸:۳۳                           | کامل | 11.8N 142.6E             | -۰٫۰۰۹۱ | ۱٫۰۶۲۵ | ۲۰۵        | ۵ دقیقه و ۴۳ ثانیه      |      |
| ۱۲۴   | ۳۹  | ۳ مه ۱۷۳۴                    | ۱۰:۱۵:۵۶                          | کامل | 18.4N 24.6E              | ۰٫۰۴۷۲  | ۱٫۰۶۳۵ | ۲۰۸        | ۵ دقیقه و ۴۶ ثانیه      |      |
| ۱۲۴   | ۴۰  | ۱۳ مه ۱۷۵۲                   | ۱۷:۵۶:۲۹                          | کامل | 24.9N 91.1W              | ۰٫۱۰۹   | ۱٫۰۶۳۷ | ۲۱۰        | ۵ دقیقه و ۴۲ ثانیه      |      |
| ۱۲۴   | ۴۱  | ۲۵ مه ۱۷۷۰                   | ۱:۳۰:۱۲                           | کامل | 31.2N 155.6E             | ۰٫۱۷۶   | ۱٫۰۶۳۴ | ۲۱۱        | ۵ دقیقه و ۳۱ ثانیه      |      |
| ۱۲۴   | ۴۲  | ۴ ژوئن ۱۷۸۸                  | ۸:۵۹:۳۱                           | کامل | 37N 44.4E                | ۰٫۲۴۶۵  | ۱٫۰۶۲۳ | ۲۱۱        | ۵ دقیقه و ۱۵ ثانیه      |      |
| ۱۲۴   | ۴۳  | خورشیدگرفتگی ۱۶ ژوئن ۱۸۰۶    | ۱۶:۲۴:۲۷                          | کامل | 42.2N 64.6W              | ۰٫۳۲۰۴  | ۱٫۰۶۰۴ | ۲۱۰        | ۴ دقیقه و ۵۵ ثانیه      |      |
| ۱۲۴   | ۴۴  | ۲۶ ژوئن ۱۸۲۴                 | ۲۳:۴۶:۳۳                          | کامل | 46.6N 171.4W             | ۰٫۳۹۶   | ۱٫۰۵۷۸ | ۲۰۷        | ۴ دقیقه و ۳۱ ثانیه      |      |
| ۱۲۴   | ۴۵  | خورشیدگرفتگی ۸ ژوئیه ۱۸۴۲    | ۷:۰۶:۲۷                           | کامل | 50.1N 83.6E              | ۰٫۴۷۲۷  | ۱٫۰۵۴۳ | ۲۰۴        | ۴ دقیقه و ۵ ثانیه       |      |
| ۱۲۴   | ۴۶  | خورشیدگرفتگی ۱۸ ژوئیه ۱۸۶۰   | ۱۴:۲۶:۲۴                          | کامل | 52.5N 20.3W              | ۰٫۵۴۸۷  | ۱٫۰۵   | ۱۹۸        | ۳ دقیقه و ۳۹ ثانیه      |      |
| ۱۲۴   | ۴۷  | خورشیدگرفتگی ۲۹ ژوئیه ۱۸۷۸   | ۲۱:۴۷:۱۸                          | کامل | 53.8N 124W               | ۰٫۶۲۳۲  | ۱٫۰۴۵  | ۱۹۱        | ۳ دقیقه و ۱۱ ثانیه      |      |
| ۱۲۴   | ۴۸  | خورشیدگرفتگی ۹ اوت ۱۸۹۶      | ۵:۰۹:۰۰                           | کامل | 54.4N 132.2E             | ۰٫۶۹۶۴  | ۱٫۰۳۹۲ | ۱۸۲        | ۲ دقیقه و ۴۳ ثانیه      |      |
| ۱۲۴   | ۴۹  | خورشیدگرفتگی ۲۱ اوت ۱۹۱۴     | ۱۲:۳۴:۲۷                          | کامل | 54.5N 27.1E              | ۰٫۷۶۵۵  | ۱٫۰۳۲۸ | ۱۷۰        | ۲ دقیقه و ۱۴ ثانیه      |      |
| ۱۲۴   | ۵۰  | خورشیدگرفتگی ۳۱ اوت ۱۹۳۲     | ۲۰:۰۳:۴۱                          | کامل | 54.5N 79.5W              | ۰٫۸۳۰۷  | ۱٫۰۲۵۷ | ۱۵۵        | ۱ دقیقه و ۴۵ ثانیه      |      |
| ۱۲۴   | ۵۱  | خورشیدگرفتگی ۱۲ سپتامبر ۱۹۵۰ | ۳:۳۸:۴۷                           | کامل | 54.8N 172.3E             | ۰٫۸۹۰۳  | ۱٫۰۱۸۲ | ۱۳۴        | ۱ دقیقه و ۱۴ ثانیه      |      |
| ۱۲۴   | ۵۲  | خورشیدگرفتگی ۲۲ سپتامبر ۱۹۶۸ | ۱۱:۱۸:۴۶                          | کامل | 56.2N 64E                | ۰٫۹۴۵۱  | ۱٫۰۰۹۹ | ۱۰۴        | ۰ دقیقه و ۴۰ ثانیه      |      |
| ۱۲۴   | ۵۳  | خورشیدگرفتگی ۳ اکتبر ۱۹۸۶    | ۱۹:۰۶:۱۵                          | مرکب | 59.9N 37.1W              | ۰٫۹۹۳۱  | ۱      | ۱          | ۰ دقیقه و ۰ ثانیه       |      |
| ۱۲۴   | ۵۴  | خورشیدگرفتگی ۱۴ اکتبر ۲۰۰۴   | ۳:۰۰:۲۳                           | جزئی | 61.2N 153.7W             | 1.0348  | 0.9282 |            |                         |      |
| ۱۲۴   | ۵۵  | خورشیدگرفتگی ۲۵ اکتبر ۲۰۲۲   | ۱۱:۰۱:۲۰                          | جزئی | 61.6N 77.4E              | 1.0701  | 0.8619 |            |                         |      |
| ۱۲۴   | ۵۶  | خورشیدگرفتگی ۴ نوامبر ۲۰۴۰   | ۱۹:۰۹:۰۲                          | جزئی | 62.2N 53.4W              | 1.0993  | 0.8074 |            |                         |      |
| ۱۲۴   | ۵۷  | خورشیدگرفتگی ۱۶ نوامبر ۲۰۵۸  | ۳:۲۳:۰۷                           | جزئی | 62.9N 174.2E             | 1.1224  | 0.7644 |            |                         |      |
| ۱۲۴   | ۵۸  | خورشیدگرفتگی ۲۶ نوامبر ۲۰۷۶  | ۱۱:۴۳:۰۱                          | جزئی | 63.7N 40.1E              | 1.1401  | 0.7315 |            |                         |      |
| ۱۲۴   | ۵۹  | خورشیدگرفتگی ۷ دسامبر ۲۰۹۴   | ۲۰:۰۵:۵۶                          | جزئی | 64.7N 95W                | 1.1547  | 0.7046 |            |                         |      |
| ۱۲۴   | ۶۰  | ۱۹ دسامبر ۲۱۱۲               | ۴:۳۳:۱۶                           | جزئی | 65.7N 128.4E             | 1.1648  | 0.6858 |            |                         |      |
| ۱۲۴   | ۶۱  | ۳۰ دسامبر ۲۱۳۰               | ۱۳:۰۱:۳۴                          | جزئی | 66.8N 8.8W               | 1.173   | 0.6708 |            |                         |      |
| ۱۲۴   | ۶۲  | ۹ ژانویه ۲۱۴۹                | ۲۱:۳۰:۳۸                          | جزئی | 67.9N 146.7W             | 1.1802  | 0.6575 |            |                         |      |
| ۱۲۴   | ۶۳  | ۲۱ ژانویه ۲۱۶۷               | ۵:۵۶:۲۵                           | جزئی | 68.9N 75.5E              | 1.1892  | 0.6413 |            |                         |      |
| ۱۲۴   | ۶۴  | ۳۱ ژانویه ۲۱۸۵               | ۱۴:۲۰:۲۰                          | جزئی | 69.9N 62.4W              | 1.1991  | 0.6238 |            |                         |      |
| ۱۲۴   | ۶۵  | ۱۲ فوریه ۲۲۰۳                | ۲۲:۳۸:۳۵                          | جزئی | 70.8N 160.4E             | 1.2128  | 0.5998 |            |                         |      |
| ۱۲۴   | ۶۶  | ۲۳ فوریه ۲۲۲۱                | ۶:۵۰:۴۸                           | جزئی | 71.5N 24.2E              | 1.2305  | 0.5688 |            |                         |      |
| ۱۲۴   | ۶۷  | ۶ مارس ۲۲۳۹                  | ۱۴:۵۴:۵۸                          | جزئی | 72N 110.6W               | 1.2541  | 0.5278 |            |                         |      |
| ۱۲۴   | ۶۸  | ۱۶ مارس ۲۲۵۷                 | ۲۲:۵۱:۲۹                          | جزئی | 72.2N 116.2E             | 1.2833  | 0.477  |            |                         |      |
| ۱۲۴   | ۶۹  | ۲۸ مارس ۲۲۷۵                 | ۶:۳۷:۵۰                           | جزئی | 72.2N 14.4W              | 1.3199  | 0.4133 |            |                         |      |
| ۱۲۴   | ۷۰  | ۷ آوریل ۲۲۹۳                 | ۱۴:۱۴:۵۵                          | جزئی | 71.8N 142.5W             | 1.3632  | 0.338  |            |                         |      |
| ۱۲۴   | ۷۱  | ۱۹ آوریل ۲۳۱۱                | ۲۱:۴۱:۴۹                          | جزئی | 71.3N 92.3E              | 1.4139  | 0.2499 |            |                         |      |
| ۱۲۴   | ۷۲  | ۳۰ آوریل ۲۳۲۹                | ۴:۵۹:۵۸                           | جزئی | 70.6N 30.1W              | 1.4705  | 0.1514 |            |                         |      |
| ۱۲۴   | ۷۳  | ۱۱ مه ۲۳۴۷                   | ۱۲:۰۷:۰۸                          | جزئی | 69.7N 149.1W             | 1.5351  | 0.0391 |            |                         |      |